# 斯坦頓鎮區 (明尼蘇達州古德休縣)
斯坦頓鎮區（英語：Stanton Township）是位於美國明尼蘇達州古德休縣的一個行政鎮區。

## 地方資料
斯坦頓鎮區的面積為61.82平方千米，當中陸地面積為59.29平方千米，而水域面積為2.53平方千米。根據2020年美國人口普查的數據，當地共有人口1140人，而人口密度為每平方千米18.44人。